# Nampho
Nampho (hangul: 남포특별시, Nampho thukpjolsi, handzsa: 南浦特別市, RR: Namp'o t'ŭkpyŏlsi) Észak-Korea egyik legjelentősebb városa. Korábban Dél-Phjongan (P'yŏngan) tartomány része volt, jelenleg önálló közigazgatási egység. Egyes feltételezések szerint itt láttak először éhen halt embert az 1990-es években, bár itt közel sem volt akkora éhínség, mint Hamhung (Hamhŭng)ban, vagy Cshongdzsin (Ch'ŏngjin)ban.
A város a társadalom legalján élő emberek számára kínál lehetőséget Phenjanba eljutni.

## Földrajzi elhelyezkedés
Phenjantól Délre található. Közvetlen vasúti összeköttetéssel rendelkezik a fővárossal, illetve Cshongdzsinnel, Hamhunggel, de Andzsuval is. Az északabbra élő emberek, ha Namphóba akarnak jutni, csak Phenjanon keresztül tehetik meg. Ezt sokan aduásznak használják.

## Helyzete
A városban alapvetően rendszerhű emberek élnek, nem ritkán középosztálybéliek, hiszen Phenjantól délre már nemigen találkozhatunk szegényekkel. Az éhínség elmúlása után az infrastruktúra fejlődött, több lakótömböt felújítottak. A városnak saját rádióadója van, összesen egy csatorna érhető el.
A város turisták számára többnyire nem látogatható. Ha viszont valakinek mégis sikerül eljutni oda, mindenképpen elviszik a nagy becsben tartott, óriási sziklafestményekhez.